# Mazingarbe
Mazingarbe là một xã trong vùng Hauts-de-France, thuộc tỉnh Pas-de-Calais, quận Lens, tổng Bully-les-Mines. Tọa độ địa lý của xã là 50° 28' vĩ độ bắc, 02° 43' kinh độ đông. Mazingarbe nằm trên độ cao trung bình là 33 mét trên mực nước biển, có điểm thấp nhất là 26 mét và điểm cao nhất là 74 mét. Xã có diện tích 10,27 km², dân số vào thời điểm 1999 là 7470 người; mật độ dân số là 727 người/km².

## Thông tin nhân khẩu
| 1962  | 1968   | 1975  | 1982  | 1990  | 1999  |
| ----- | ------ | ----- | ----- | ----- | ----- |
| 9.300 | 10 060 | 8.992 | 8.114 | 7.829 | 7.470 |